# 木下美術館
木下美術館（きのしたびじゅつかん、英語: Kinoshita Museum of Art）は、滋賀県大津市比叡平にある美術館。1977年（昭和52年）開館。展示品は主に京都の作家による近代日本画である。

## 沿革
滋賀県で初めての私立美術館として、滋賀県能登川町出身の木下彌三郎により大津市茶が崎に創立された。木下は観光業界でホテル紅葉などを経営し、茶が崎はホテル紅葉の所在地であった。
2008年に比叡平に移転。
管理・運営は公益財団法人木下美術館による。

## 所蔵文化財

### 重要文化財
- 京都府法住寺殿跡出土品[3]
  - 鉄地雲龍文金銀鍍銅象嵌鍬形（てつじ うんりゅうもん きんぎんとどうぞうがん くわがた）[4]
  - 鉄地鶴文金銅象嵌鏡轡（てつじ  つるもん こんどうぞうがん かがみくつわ）
  - 附 武器、武具類 残欠共一括
  - 附 皿、花瓶 2点　
  - （以上土坑出土）
  - 附 壺、瓦類 残欠共21点

## 所在地
- 滋賀県大津市比叡平2丁目28-21